# Vlamertinghe Military Cemetery
 (mars 2018).
Vlamertinghe Military Cemetery est un cimetière militaire britannique de la Première Guerre mondiale, situé dans le village belge Vlamertinge. 
Le cimetière est situé dans le centre du village, à environ 50 mètres au nord de l'église. Il a été conçu par Reginald Blomfield et est maintenu par la Commonwealth War Graves Commission. Le site a un plan en forme de trapèze d'une superficie de 5 740 m2 et est légèrement plus élevé que le niveau de la rue. À l'avant, le site est fermé par un mur avec un abri aux deux extrémités. Au centre du mur se trouve la Croix du Sacrifice et à l'arrière du cimetière se trouve la Pierre du Souvenir.
1 182 morts sont commémorés, dont 18 n'ont pu être identifiés.

## Histoire
Vlamertinge était en territoire allié pendant la guerre, à peu près à la frontière de l'artillerie ennemie. Elle a été brièvement occupée par les Allemands entre les 7 et 10 octobre 1914. C'était un endroit important pour les camps alliés et des centres médicaux. Les Français ont commencé en 1914 la construction du cimetière. Les tombes françaises ont été transférées ailleurs après la guerre ; il ne restait plus que six tombes britanniques à partir de novembre 1914. En avril 1915, les Britanniques ont repris le cimetière. Les troupes et les centres médicaux ont utilisé le cimetière jusqu'en juin 1917. Ils avaient l'intention d'utiliser le terrain à proximité pour un chemin de fer militaire et l'expansion n'a pas été possible. Ils ont alors commencé la construction du nouveau cimetière militaire Vlamertinghe, un nouveau cimetière juste au sud du centre du village.
Au cours de la Seconde Guerre mondiale, quatre autres soldats britanniques ont été enterrés. Ils ont été tués lors du retrait des Alliés à Dunkerque en juin 1940.

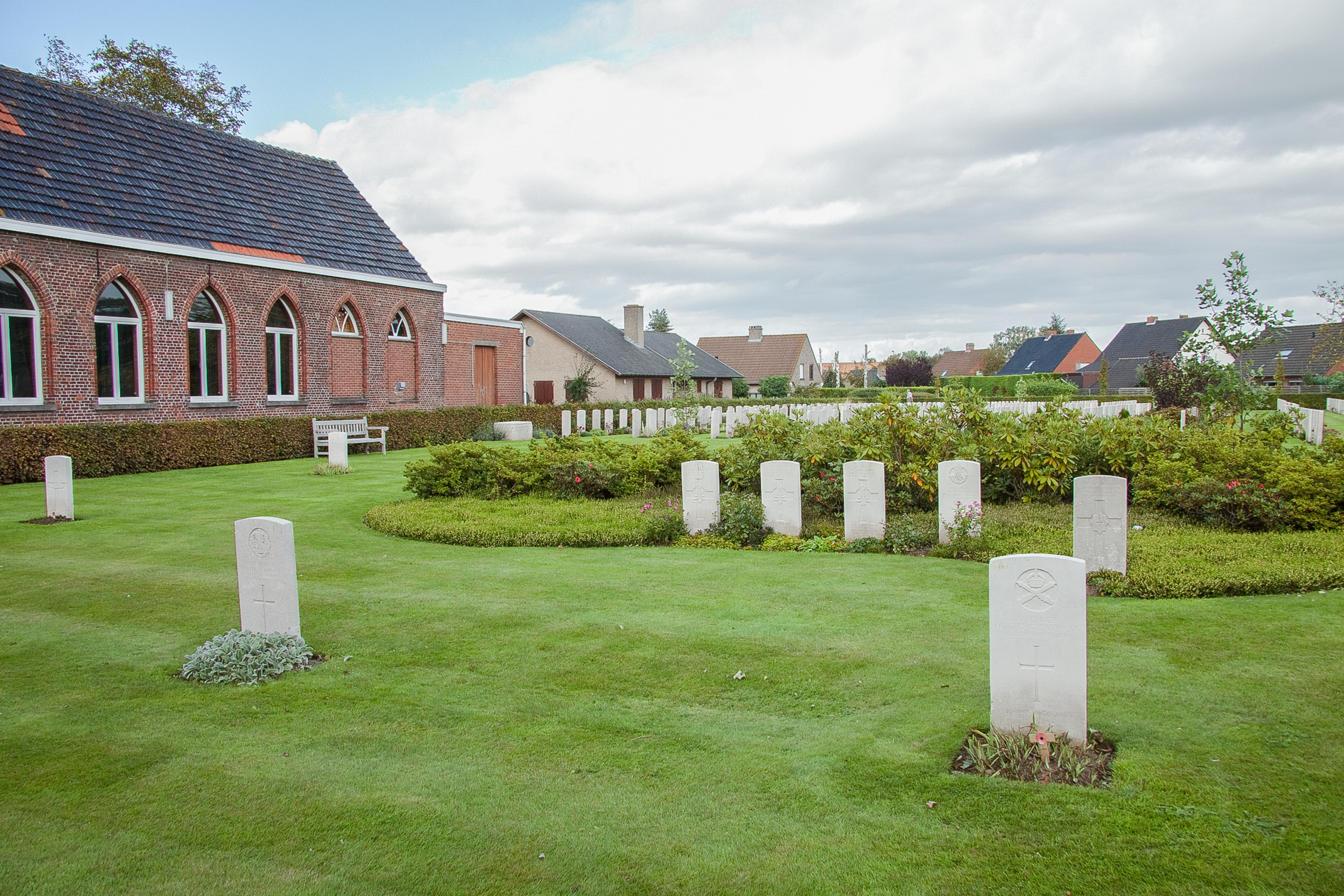

Il y a maintenant plus de 1.116 Britanniques, 54 Canadiens, quatre Australiens, deux Sud-Africains, commémorées trois Indiens et trois Allemands.

## Soldats distingués
- Francis Octavius Grenfell capitaine dans le 9e pour sa conduite courageuse lors de combats en Audregnies le 24 août 1914. Il est mort le 24 mai 1915 pendant la deuxième bataille d'Ypres près de « t (Queen Royal) Lancers a reçu la Croix de Victoria (VC) Hooge (Zillebeke). Son frère jumeau, Riversdale Nonus Grenfell, a été tué le 14 septembre 1914 et enterré dans le cimetière de Vendresse.
- Clément B. Ogilvy Freeman-Mitford, major à la 10e (Prince of Wales's Own Royal) Hussars a reçu le Distinguished Service Order (DSO).
- Cecil Colson, major à la Royal Garrison Artillery; Myles Boddington, capitaine de l'infanterie légère du roi Shropshire; R. MacNae, sublime avec le King's (Liverpool Regiment) et E.G.E. Wright, sous-lieutenant du Somerset Light Infantry, ont reçu la Croix militaire (MC).
- lieutenant Arthur Robert Reginald Rowe, le sergent T. Hallwood, le tireur F.W. Ward et soldat A. Hallimore ont reçu la Médaille de conduite distinguée (DCM).
- sergent S.F. Stevens, les caporaux William Lawton, Ernest Kay, H.V.W. Haslegrave et A.H. George et l'artilleur Charlie Alfred Richardson Labdon ont reçu la Médaille militaire (MM).
- Les soldats Alexander Lamb et Albert Rickman (27 ans) ont été exécutés pour désertion le 2 octobre 1915 et le 15 septembre 1916 respectivement.
- James Duffy, soldat de l'infanterie canadienne. Il a remporté le marathon de Boston au Massachusetts en 1914 et a également participé aux Jeux olympiques de 1912 à Stockholm. Duffy est allé servir dans l'infanterie canadienne et a été blessé le 22 avril 1915 à Langemark. Le lendemain, il est mort de ses blessures.

Le cimetière a été protégé en tant que monument en 2009.